# Dorcaschematini
Los dorcasquematinos (Dorcaschematini) son una tribu de coleópteros crisomeloideos de la familia Cerambycidae.
Se encuentran en el Viejo Mundo, con su mayor diversidad en Asia tropical, hay cuatro especies en el Nuevo Mundo. Cuenta con más de 140 especies en 9 géneros.

## Géneros
Incluye los siguientes géneros:
- Auxesis
- Brachyolenecamptus
- Cylindrecamptus
- Cylindrepomus
- Dorcaschema
- Falsocularia
- Falsosophronica
- Macrocamptus
- Microlenecamptus
- Momisofalsus
- Olenecamptus
- Listrocerum